# 正法寺 (台東区)
正法寺（しょうほうじ、または、しょうぼうじ）は、東京都台東区東浅草にある日蓮宗の寺院。山号は誠向山。旧本山は大本山小湊誕生寺、通師・千駄ヶ谷法縁。江戸時代後期に活動した浮世絵版元の蔦屋重三郎の墓所跡の碑がある。

## 歴史
慶長6年（1601年）心寿院日位（慶長17年（1612年）没）を開山に今戸に寺地を拝領し創建した。延宝9年（1681年）新鳥越町（現在の東浅草）の現在地へ移転した。
1874年（明治7年）11月30日、住居表示実施前の浅草吉野町116所在の正法寺の境内に開明学校が開設された。同校はその後、待乳山（）学校の分校となり、後の台東区立待乳山小学校（現在の東浅草小学校）につながる源流の一つになっている。
1970年代後半に埋め立てられるまであった山谷堀に架けられていた正法寺橋（）の名前は、一説にはこの寺院に由来するという。

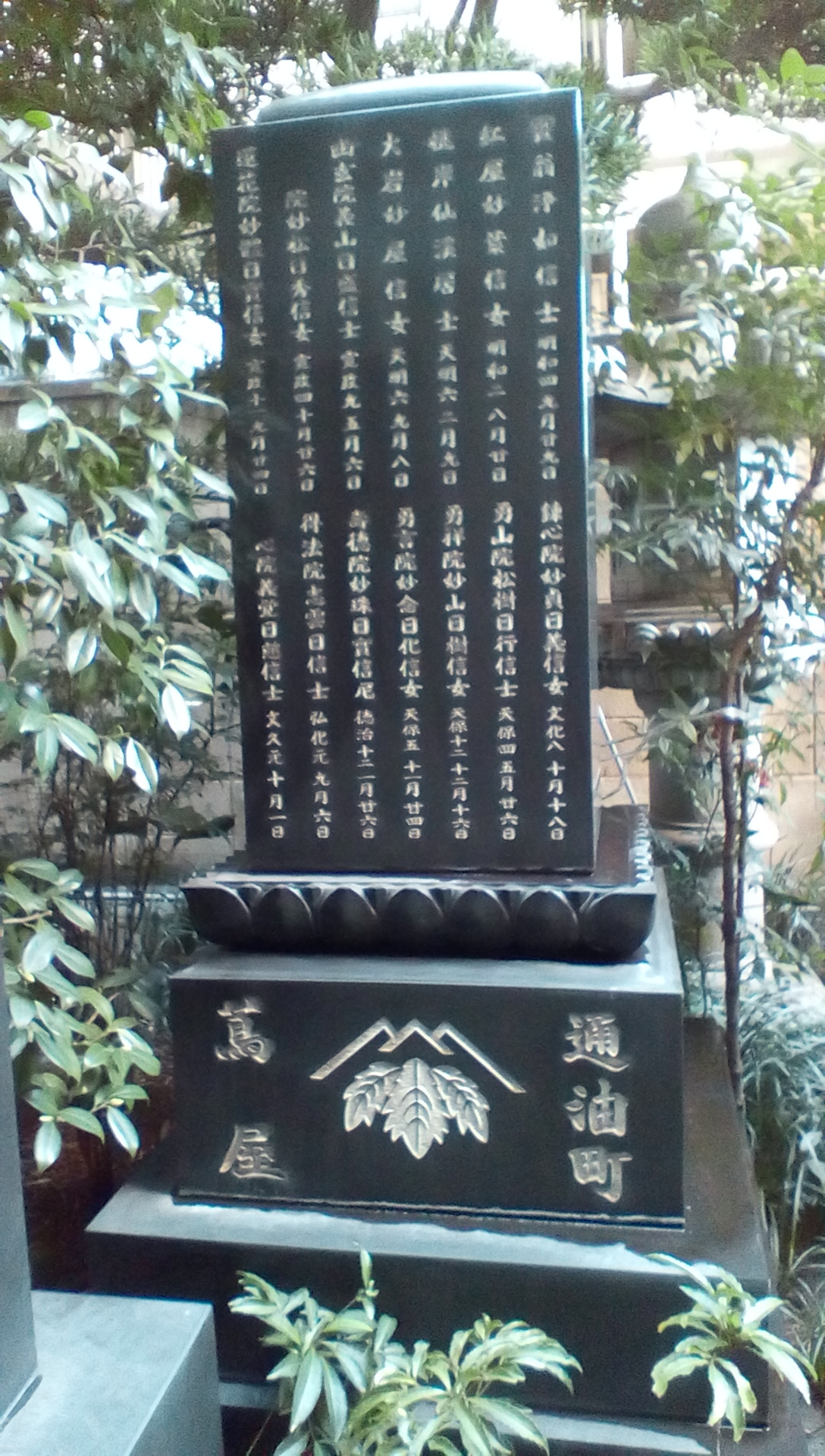
通油町 蔦屋墓碑

## 施設
- 正法寺墓苑

## 交通アクセス
- 浅草駅より徒歩14分

## 参考資料
- 日蓮宗寺院大鑑編集委員会 編『宗祖第七百遠忌記念出版 日蓮宗寺院大鑑』大本山池上本門寺、1981年1月。NDLJP:12265741/55。
- 御府内寺社備考

## 周辺寺院
- 宝晃寺